# Седем години в Тибет
Седем години в Тибет (на английски: Seven Years in Tibet) е американски биографичен военен драматичен филм от 1997 г. на режисьора Жан-Жак Ано. Базиран е на едноименния му мемоар от австрийския планинар Хайнрих Харер през 1952 г. за неговите преживявания в Тибет между 1939 г. и 1951 г. Във филма участват Брад Пит и Дейвид Тюлис, а музиката е композирана от Джон Уилямс.

## Сюжет
Филмът е базиран на едноименната автобиографична книга на Хайнрих Харер, която описва приключенската история на австрийски планинар в Тибет по време на Втората световна война. Във филма се запазва само общата последователност от събития, а много детайли са измислени.
 Внимание:  Текстът по-долу разкрива сюжета на произведението (или части от него)!
През пролетта на 1939 г. Хайнрих Харер (Брад Пит) – най-известният австрийски алпинист, и неговият сънародник Петер Ауфшнайтер (Дейвид Тюлис), решават да изкачат Нанга Парбат, един от най-високите върхове в Хималаите. Харер е оставил в Австрия бременната си жена. Единственото му желание е да спечели слава. Впечатленията от емоционалното „пробуждане“ на това фантастично пътешествие ще го отведат до висините на завоеванията и низините на затворничеството.
По време на изкачването на върха се спуска лавина и групата се връща в базовия лагер, но Хайнрих напуска групата и продължава да се изкачва. Тибетски носач му дава карта на Далай Лама XIV. Осъзнавайки, че изкачването е невъзможно, Хайнрих настига групата. През нощта, във връзка с избухването на война между Великобритания и Германия, цялата група е задържана от британски колониални власти като германски граждани и интернирана в английски лагер за военнопленници.
В плен Хайнрих преброява времето според възрастта на сина му. Той много скучае по жена си, неочаквано осъзнавайки, че я обича. Жена му обаче му изпраща документи за развод и съобщава, че ще каже на сина си, че баща му е загинал в Хималаите.
Харер прави четири неуспешни опита за бягство, след което се присъединява към останалите алпинисти, които работят по общ план за бягство. Напускайки лагера, Хайнрих се отделя от групата и решава да премине през планината в Тибет – страна, затворена за чужденци. По пътя той среща със своя другар от експедицията – ръководителят на екипа Петер Ауфшнайтер, и те продължават пътуването заедно. При втория опит да преминат в Тибет бегълците се отправят към Лхаса под прикритието на поклонници. Така след мъчителен двугодишен преход през Хималаите те достигат до мистериозния тибетски град.
В Лхаса Хайнрих и Петър са чужденци в непозната страна, посетена от неколцина европейци. Те случайно стават гости на министър Цхаронг (англ.) и се запознават с Нгапо Нгаванг Джигме. След известно време и двамата са назначени да работят: правителството на Тибет решава да използва техните инженерни знания за свои цели. В бъдеще Хайнрих се запознава с десетгодишния Ламо Дондруп, определен за следващото 14-о въплъщение на Далай Лама. Той става учител по английски език, география и западноевропейско възпитание на Далай Лама XIV, а след това и негов приятел.
Китай поставя ултиматум на тибетското правителство, започва война. Пушки и лъкове срещу картечници и минохвъргачки ... Предателство ... В крайна сметка Тибет е окупиран от Китай.
Хайнрих се завръща в Австрия. Първоначално дванадесетгодишният му син не иска да го види, но филмът завършва със съвместното им изкачване към следващия връх.

## В ролите
- Брад Пит – Хайнрих Харер
- Дейвид Тюлис – Петер Ауфшнайтер
- Джамъянг Джамцо Вангчук – Далай Лама XIV (на възраст 14 години)
- Сонам Вангчук (по-малък брат на Джамъянг Джамцо Вангчук) – Далай Лама XIV (на възраст 8 години)
- Доржи Церинг – Далай Лама XIV (на възраст 4 години)
- Бредли Дерил Вонг – Нгапо Нгаванг Джигме
- Мако – министър Цхаронг
- Денни Дензонгпа – Регент
- Виктор Вонг – глава на китайското посолство в Лхаса
- Ингеборга Дапкунайте – Ингрид Харер
- Лхакпа Цамчо – Пема Лхаки (жена на Петер)
- Жецюн Пема – „Великата майка“
- Aма Aше Донгце – Таши
- Рик Юнг – Чанг Джин Вю
- Нгауанг Чожор – лорд Чембърлейн

## Факти
- След като китайците завладяват Лхаса, Харер пожелал на Нгапо Нгавангу Джигме да живее дълго време, за да страда от срам за предателство през целия си живот и той всъщност е живял 99 години.
- Брад Пит, Дейвид Тюлис и Жан-Жак Ано са обявени за нежелани личности (персона нон грата) в Китай, без право да влизат в страната заради участието си във филма „Седем години в Тибет“ и начина, по който в него е представена Китайската комунистическа партия. [3]

## Музика
| 1.  | Seven Years in Tibet                  | 7:08 |
| 2.  | Young Dalai Lama and Ceremonial Chant | 2:14 |
| 3.  | Leaving Ingrid                        | 2:43 |
| 4.  | Peter's Rescue                        | 3:45 |
| 5.  | Harrer's Journey                      | 4:05 |
| 6.  | The Invasion                          | 5:08 |
| 7.  | Reflections                           | 4:41 |
| 8.  | Premonitions                          | 2:56 |
| 9.  | Approaching the Summit                | 5:44 |
| 10. | Palace Invitation                     | 4:46 |
| 11. | Heinrich's Odyssey                    | 8:03 |
| 12. | Quiet Moments                         | 4:21 |
| 13. | Regaining a Son                       | 1:48 |
| 14. | Seven Years in Tibet (Reprise)        | 7:13 |

## В България
В България филмът е пуснат по кината на 8 май 1998 г. от Александра Филмс.
На 2 септември 1999 г. е пуснат на VHS от Мейстар.
През 2005 г. е издаден на DVD от Съни филмс.
През 2011 г. се излъчва многократно по bTV и bTV Cinema.
През 2017 г. се излъчва по каналите на Нова Броудкастинг Груп.
На 13 юли 2021 г. се излъчва и по FOX.
Войсоувър дублажи
| Озвучаващи артисти  | Ася Братанова Даниела Йорданова Васил Бинев Христо Узунов Здравко Методиев Георги Георгиев-Гого |
| Преводач            | Бисер Пачев                                                                                     |
| Тонрежисьор         | Стефан Дучев                                                                                    |
| Режисьор на дублажа | Димитър Кръстев                                                                                 |

| Преводач            | Дина Колева                                                             |
| Тонрежисьор         | Валентина Георгиева                                                     |
| Режисьор на дублажа | Таня Димитрова                                                          |
| Озвучаващи артисти  | Татяна Захова Даниел Цочев Здравко Методиев Росен Плосков Симеон Владов |